# Яремич, Степан Петрович
Степа́н Петро́вич Яре́мич (22 июля (3 августа) 1869, Галайки, Тетиевская волость, Таращанский уезд, Киевская губерния, Российская империя — 14 октября 1939, Ленинград, СССР) — петербургский и ленинградский живописец украинского происхождения, деятель Серебряного века, искусствовед и коллекционер; мастер городского пейзажа, автор ряда работ по истории русского и западного искусства, близкий друг и первый биограф Михаила Врубеля. Участник общества «Мир искусства» и Союза русских художников, сотрудник Эрмитажа (с 1918).

## Биография
Родился в селе Галайки (ныне — Тетиеский район, Киевская область, Украина).
1882–1887 — учился живописи в иконописной школе Киево-Печерской лавры.
1887–1894 — продолжает обучение в Киеве, в Рисовальной школе Н. И. Мурашко, брал уроки у Н. Н. Ге, помогал М. А. Врубелю в росписях Владимирского собора в Киеве.
Степан Яремич позировал Николаю Ге для образа Христа в картине «Распятие». Сохранились фотографии Льва Ковальского, которые запечатлели многочисленные эпизоды позирования Яремича для разных вариантов картины. У Ге сложилась целая система работы с натурщиками. Позировавшие на кресте испытывали подлинные страдания. Николай Ге дожидался момента, когда они превратятся в невыносимые, и уже после этого брал в руки кисть.
C 1900 года жил и работал в Санкт-Петербурге — Петрограде — Ленинграде, публиковал статьи по вопросам русского и западноевропейского искусства, был большим знатоком и коллекционером западноевропейского рисунка.
1904–1908 — за границей, в основном в Париже, работал в антрепризе С. П. Дягилева, по эскизам А. Я. Головина писал декорации к постановке оперы «Борис Годунов» М. П. Мусоргского на сцене парижского «Гранд Опера».
Участник выставок, организованных художественным объединением «Мир искусства», в частности, на выставке 1903 года представлял большое панно «Купание Дианы» (по эскизу А. Н. Бенуа), исполненное в традициях старых мастеров.
С 1913 года преподавал в Рисовальной школе Общества Поощрения художеств.
Член «Союза русских художников».
- 1918 — заведующий отделением рисунков Эрмитажа.
- 1930 — заведующий реставрационной мастерской Эрмитажа.

Скончался в 1939 году. Похоронен на Волковском лютеранском кладбище.

## Семья
- Первая жена — Марфа Андреевна Панченко (1896—1954); вторым браком была замужем за искусствоведом С. Н. Тройницким, третьим — за архитектором П. П. Светлицким.
- Вторая жена — Виктория Даниловна Головчинер (Данилевская, 1893—1980), историк русской литературы XVIII—XIX веков, лермонтовед.

## Основные работы

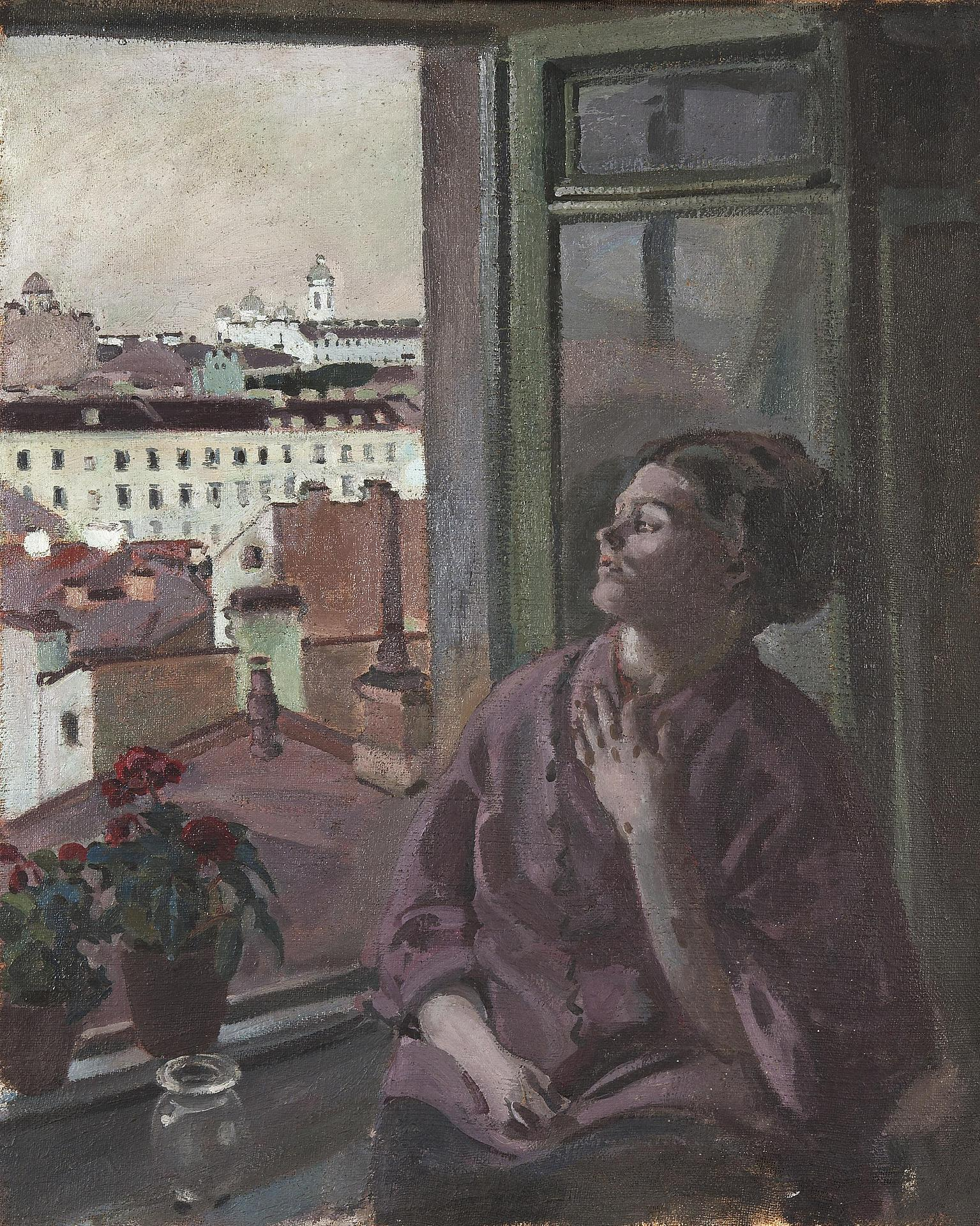
Портрет жены художника
Марфы Андреевны Яремич

Основные живописные работы — пейзажи (архитектурные виды Петербурга, Версаля, Киева, Венеции и др.). Известны его работы:
- «Екатерининский канал в Петербурге» (1908, Государственный Русский музей)
- «Крюков канал в белую ночь» (1908, Государственный Русский музей)
- «Княжья гора под Киевом»
- «Вид на Днепр»
- «В поле»

и другие.

## Публикации
Как искусствовед, написал много работ по истории русского искусства, посвящённых В. А. Серову, П. П. Чистякову, Н. Н. Ге и другим, автор первой серьёзной монографии о творчестве М. А. Врубеля: Михаил Александрович Врубель. — М., 1911. Его статьи опубликованы в книге: Русская академическая художественная школа в XVIII веке. — М.—Л., 1934.

## Адреса в Ленинграде
- ул. Гражданская, д. 1/9[8]

## Публикации текстов и документов
- Яремич С. П. Михаил Александрович Врубель : жизнь и творчество / С. Яремич; [с предисл. И. Грабаря]. — М. : И. Кнебель, 1911. — 187 с., 7 л. ил. : ил. — (Русские художники : собрание иллюстрированных монографий / Игорь Грабарь ; вып. 1). — OCLC 26192331.
- Яремич С. П. и др. Русская академическая художественная школа в XVIII веке. — М. : ОГИЗ ; Л. : Соцэкгиз, 1934. — 207 с. : ил. — (Известия Государственной академии истории материальной культуры ; вып. 123). — OCLC 12065577.
- Яремич С. П. и др. Степан Петрович Яремич : в 3 т.. — СПб. : Сад искусств, 2005. — Т. 1–2 : Оценки и воспоминания современников; Статьи Яремича о современниках; О Врубеле: монография, статьи, переписка / сост. И. И. Выдрин, В. П. Третьяков. — 440 с., [1] л. цв. ил. : ил., цв. ил. — (Классики искусствознания). — 1000 экз. — ISBN 5-94921-015-8.
- Яремич С. П. и др. Степан Петрович Яремич : в 3 т.. — СПб. : Крига — Сад искусств, 2009. — Т. 3 : Переписка С. П. Яремича с А. Н. Бенуа ; А. Н. Бенуа о коллекции С. П. Яремича ; Статьи С. П. Яремича и другие материалы / сост. В. П. Третьяков. — 354 с. : портр. — (Классики искусствознания). — 1000 экз. — ISBN 978-5-901805-42-8.